# Carl Fuchs
Carl Dorius Johannes Fuchs, född den 22 oktober 1838, död den 27 augusti 1922, var en tysk pianist och musikskriftställare.
Fuchs var elev till bland andra Hans von Bülow och Friedrich Kiel. Han var från 1879 organist, musiklärare, dirigent och musikkritiker i Danzig. Han var den förste som stödde Hugo Riemanns strävanden i fraseringsfrågan, främst i Die Zukunft des musikalischen Vortrages (2 band, 1884) och Die Freiheit des musikalischen Vortrages (1885). Dessutom skrev Fuchs Praktische Anleitung zum Phrasieren (tillsammans med Riemann, 1886), Tankt und Rhytmus im Choral (1911) med flera.